# Yves Goulais
Yves Michel Goulais-Leśniak, obecnie znany jako Iwo Kardel (ur. 1960) – francusko-polski reżyser i scenarzysta, filolog romański, morderca piosenkarza Andrzeja Zauchy w 1991 roku.

## Życiorys
Urodził się jako najstarszy z trójki rodzeństwa, ma dwie młodsze siostry. Studiował literaturę na Université de Nantes. Dzięki udziałowi na Festiwalu Teatru Otwartego w Krakowie zafascynował się polską kulturą i podjął naukę języka polskiego. Uzyskał półroczny staż na Wydziale Reżyserii Państwowej Wyższej Szkoły Teatralnej w Krakowie. 16 kwietnia 1988 ożenił się z aktorką Zuzanną Leśniak.

### Znajomość z Andrzejem Zauchą i zamach
Yves i Zuzanna poznali Andrzeja Zauchę w Teatrze STU. Reżyser, będąc pod wrażeniem jego działalności muzycznej, uznaje Zauchę za wzór, wspólnie nawiązując z nim przyjaźń. Od końca 1989 roku i śmierci Elżbiety Zauchy Zuzanna Leśniak stała się wsparciem dla owdowiałego artysty. Jednocześnie Leśniak miała czuć się samotna, zaniedbana oraz nieszczęśliwa w małżeństwie z reżyserem. Przyjaźń między muzykiem a aktorką, dzięki wzajemnemu wsparciu, pogłębiła się. Z czasem Zaucha i Leśniak kontynuowali współpracę w Teatrze STU, w opinii znajomych mogąc już stanowić związek. Goulais uznał, że tolerowanie jawnego romansu żony i przyjaciela godzi w jego honor i że najlepszym rozwiązaniem jest dokonanie morderstwa.
10 października 1991, nieopodal Teatru STU w Krakowie, Yves Goulais dokonał zamachu na Andrzeja Zauchę z broni palnej, zabijając jego i (w wyniku rykoszetu) także swoją żonę. Motywem zbrodni była zazdrość. Mężczyzna sam oddał się w ręce policji (choć według innego źródła został pojmany godzinę po zabójstwie), nie wiedząc o rykoszetowym postrzeleniu żony. Wyrokiem z 11 grudnia 1992 Sąd Wojewódzki w Krakowie uznał go za winnego zabójstwa oraz nieumyślnego spowodowania śmierci swojej żony i, na podstawie art. 148 § 1 k.k. oraz art. 152 k.k., wymierzył mu karę 15 lat pozbawienia wolności. Na wolność artysta wyszedł 1 grudnia 2005 roku, 10 miesięcy przed zakończeniem orzeczonej kary.
Historia morderstwa Zauchy i Leśniak stała się kanwą książki Janusza Wiśniewskiego I odpuść nam… wydanej w 2015.

### Resocjalizacja
Po umieszczeniu w zakładzie zamkniętym odbył wieloletnią resocjalizację, a także realizował się na szczeblu zawodowym. Za zgodą dyrekcji więzienia podczas odbywania wyroku pracował w Canal+, a wypłatę przekazywał córce Zauchy. Uczył współwięźniów języków obcych oraz stworzył Studio Filmowe „Zza krat”, tworząc w nim cztery filmy krótkometrażowe z więźniami w rolach głównych:
- Wyjście (nagroda za reżyserię na Ogólnopolskim Festiwalu Amatorskich Filmów Fabularnych „Kino poza kinem” w Zielonej Górze)
- Więzienne sny samochodziarza Harry’ego (nagroda przewodniczącego KRRiT na Festiwalu Filmów Fabularnych w Gdyni[17] w roku 1998)
- Walka
- Skrupuł

Sam Goulais został bohaterem filmów dokumentalnych: Reżyseria: Yves Goulais (1999) Krzysztofa Langa oraz Zbrodnia i kara w Krakowie – Życie Yvesa Goulaisa (2000) Małgorzaty Buckiej. 
W trakcie odsiadywania wyroku ukończył korespondencyjnie studia na Uniwersytecie Grenoble, na kierunku filologia romańska.

### Okres powięzienny
Po wyjściu z zakładu karnego w 2005 roku Yves Goulais zaczął tworzyć pod pseudonimem Iwo Kardel (w prasie pojawiają się także informacje, że są to zmienione personalia), pracując jako scenarzysta (jest współautorem scenariusza do filmu Kret) i doradca scenariuszowy przy filmach fabularnych i dokumentalnych oraz przy serialach Kryminalni i Leśniczówka. Ma syna.
W 2021 wyreżyserował film dokumentalny o księdzu Franciszku Blachnickim, Blachnicki. Życie i światło.